# 孟森

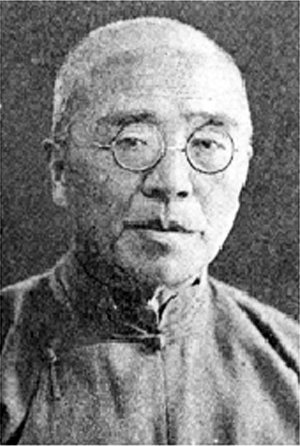
孟森

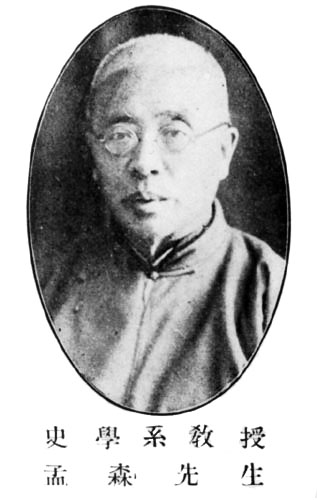
孟森

孟森（1868年5月11日—1938年1月14日），字莼孙，号心史，别署纯生，江苏常州武进人。中國歷史學家，對明清史研究影响深遠。

## 生平
孟森早年出身廪生。清朝光绪二十七年（1901年）留學日本東京法政大學，研习法律。1904年，歸國。1905年，他被广西边防大臣郑孝胥延聘为幕僚，并跟随郑孝胥学诗。光绪三十一年（1905年），他在上海参与筹组预备立宪公会。光绪三十四年（1908年）初，《预备立宪公会报》出版，他任主编。同年，他入商务印书馆工作，接替徐珂任第二任《东方杂志》主编。清朝宣统元年（1909年），他当选为江苏谘议局议员，此后奉命赴东三省考察宪政。
1911年辛亥革命爆发。1912年共和党成立，他任共和党执行书记，并任民元国会议员。民国3年（1914年），国会被袁世凯解散，孟森遂退出政界，专心研究学术。民国18年（1929年），他就聘南京中央大學歷史系，主講清史。民国20年（1931年）他被聘为北京大学历史系教授（未曾担任系主任），专门研究明清史，至七七事變為止一直講授滿洲開國史。
1938年1月14日，孟森逝世。

## 家庭
- 弟：孟昭常

## 著作
代表作如下：
- 《清史講義》
- 《明史講義》
- 《滿洲開國史講義》
- 《清初三大疑案考实》
- 《明清史論著集刊》
- 《清朝前紀》
- 《明元清系通紀》
- 《心史叢刊》
- 《孟森政論文集刊》